# リンダ・ボルダー
リンダ・ボルダー（Linda Bolder、1988年7月3日 - ）は、イスラエルの柔道選手。オランダのフェルセルブルク出身。階級は70kg級。身長173cm。

## 人物
2004年にヨーロッパカデ選手権63kg級で優勝を飾った。2007年にはヨーロッパジュニア70kg級で優勝すると、2008年にはU23ヨーロッパ選手権でも優勝を飾った。2010年にはワールドカップ・カイロとグランプリ・青島で優勝した。2011年には世界選手権に出場するも、初戦でフランスのリュシ・ドコスに内股で敗れた。オランダのこの階級にはより実績を残していたエディス・ボッシュがいたために、2012年ロンドンオリンピックには出場できなかった。グランドスラム・東京では日本の田知本遥を指導2で破り優勝を果たした。2013年にはヨーロッパ選手権で2位となると、ワールドマスターズとグランドスラム・モスクワでも3位に入ったが、世界選手権では初戦で敗れた。2014年のグランドスラム・パリでは優勝を飾った。しかし、グランプリ・デュッセルドルフで膝を負傷した影響で、世界選手権には出場しなかった。一方で、2015年からはイスラエルに国籍を変更することになった。その理由として、オランダ柔道連盟から所属するベン・リーデイク・スポーツクラブとの関係を解消するように申し付けられたこと、この階級のライバルで国内第一人者であるキム・ポリングに対戦成績1勝4敗と大きく負け越していること、さらにはイスラエル柔道連盟が2016年リオデジャネイロオリンピックに向けてベン・リーデイク・スポーツクラブでも練習できる環境作りを整えてくれていることなどを理由に挙げた。また、ユダヤ系オランダ人のビジネスマンと結婚したことも契機となった。2015年の世界選手権では初戦で敗れた。2016年のリオデジャネイロオリンピックでは7位となった。2017年11月には現役引退を表明した。

## 主な戦績
- 2004年 - ベルギー国際　ジュニアの部　3位(63kg級)
- 2004年 - ヨーロッパカデ選手権　優勝(63kg級)
- 2005年 - ベルギー国際　ジュニアの部　優勝
- 2006年 - U23ヨーロッパ選手権　3位
- 2007年 - ヨーロッパジュニア　優勝
- 2008年 - オランダ国際　2位
- 2008年 - U23ヨーロッパ選手権　優勝
- 2009年 - ワールドカップ・リスボン　3位
- 2009年 - U23ヨーロッパ選手権　2位
- 2010年 - ワールドカップ・ワルシャワ　2位
- 2010年 - ヨーロッパ選手権　5位
- 2010年 - グランプリ・チュニス　5位
- 2010年 - ワールドカップ・カイロ　優勝
- 2010年 - ワールドカップ・バーミンガム　3位
- 2010年 - グランプリ・ロッテルダム　3位
- 2010年 - グランドスラム・東京　5位
- 2010年 - グランプリ・青島　優勝
- 2011年 - グランドスラム・パリ　5位
- 2011年 - ヨーロッパ選手権　7位
- 2011年 - グランプリ・バクー　3位
- 2011年 - ワールドカップ・マドリード　3位
- 2011年 - グランプリ・アブダビ　3位
- 2011年 - グランプリ・アムステルダム　5位
- 2012年 - ヨーロッパ選手権　5位
- 2012年 - ワールドカップ・ローマ　優勝
- 2012年 - グランドスラム・東京　優勝
- 2013年 - ヨーロッパオープン・ソフィア　3位
- 2013年 - ヨーロッパ選手権　個人戦　2位　団体戦　優勝
- 2013年 - ワールドマスターズ　3位
- 2013年 - グランドスラム・モスクワ　3位
- 2014年 - グランドスラム・パリ　優勝
- 2014年 - グランプリ・デュッセルドルフ　5位
- 2015年 - グランプリ・トビリシ　3位
- 2015年 - グランプリ・サムスン　優勝
- 2015年 - グランプリ・ザグレブ　優勝
- 2015年 - グランドスラム・チュメニ 2位
- 2015年 -　グランドスラム・東京　3位
- 2016年 -　グランプリ・ハバナ　優勝
- 2016年 - グランプリ・デュッセルドルフ　5位
- 2016年 - リオデジャネイロオリンピック 7位

(出典、JudoInside.com)。